# Rybí omáčka

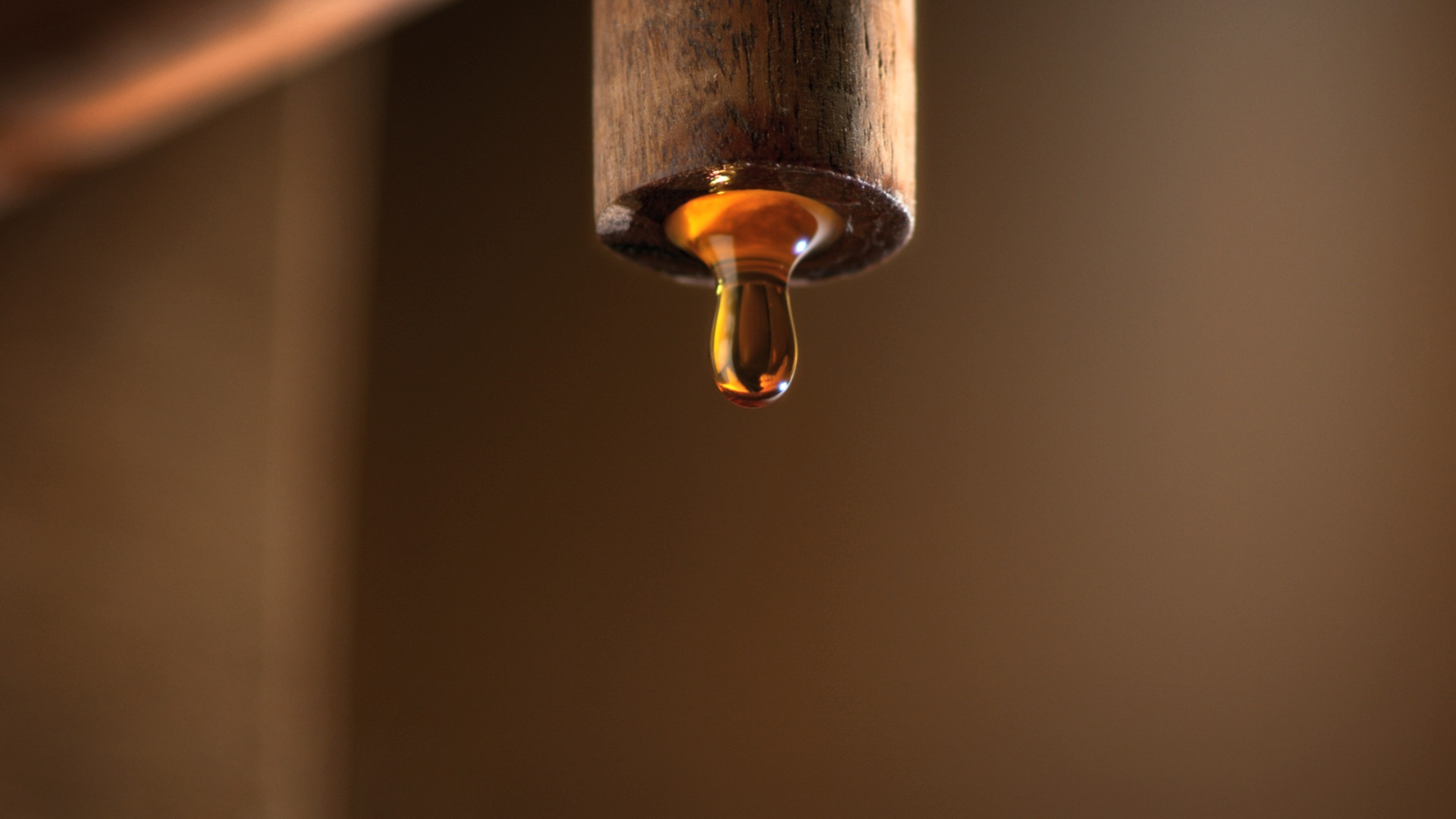
Rybí omáčka

Rybí omáčka je jantarově zbarvená tekutina vzniklá fermentací ryb s mořskou solí. Využívá se jako ochucovadlo především v kuchyních jihovýchodní Asie a pobřežních oblastech východní Asie, přičemž nejdůležitější úlohu hraje ve filipínské, kambodžské, thajské, laoské a vietnamské kuchyni.
Kromě využití při přípravě jídel se může použít i jako přísada do místních asijských dipů. Rybí omáčka má chuť umami, protože obsahuje glutamát.

## Rybí omáčky podle zemí

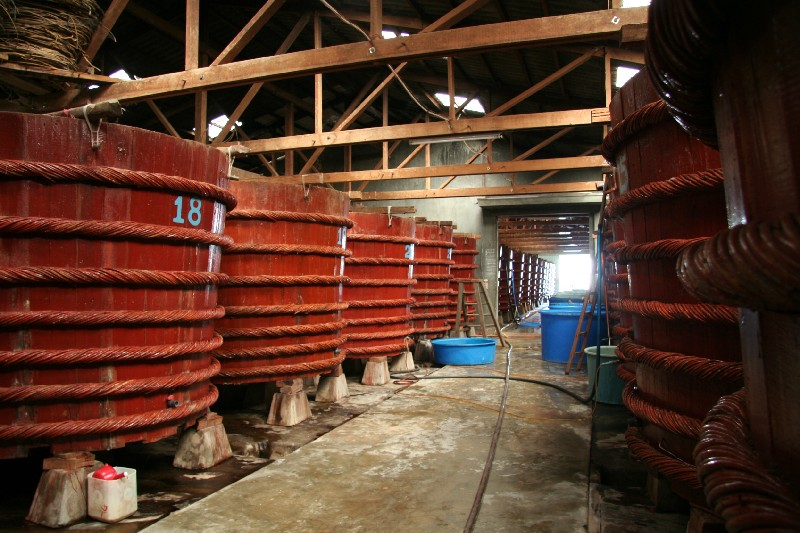
Vietnamská výrobna rybí omáčky ve Phú Quốc

### Vietnam
Rybí omáčka (nước mắm) je velmi podstatnou součástí vietnamské kuchyně. Používá se jako základní ingredience různých omáček (například nước chấm), dochucují se jí nejrůznější pokrmy. Má ve Vietnamu stejnou funkci, jako například sojová omáčka v Číně. Rybí omáčka se vyrábí tak, že se ve velkých kádích nechají několik měsíců kvasit vrstvy ančoviček a jiných ryb, soli a dalších ingrediencí. Postupně se na spodu nádoby vytvoří kapalina, která se přelévá na vrch surovin a nechává se opět fermentovat. Výsledná omáčka má zároveň slanou i sladkou chuť. 

### Starověký Řím

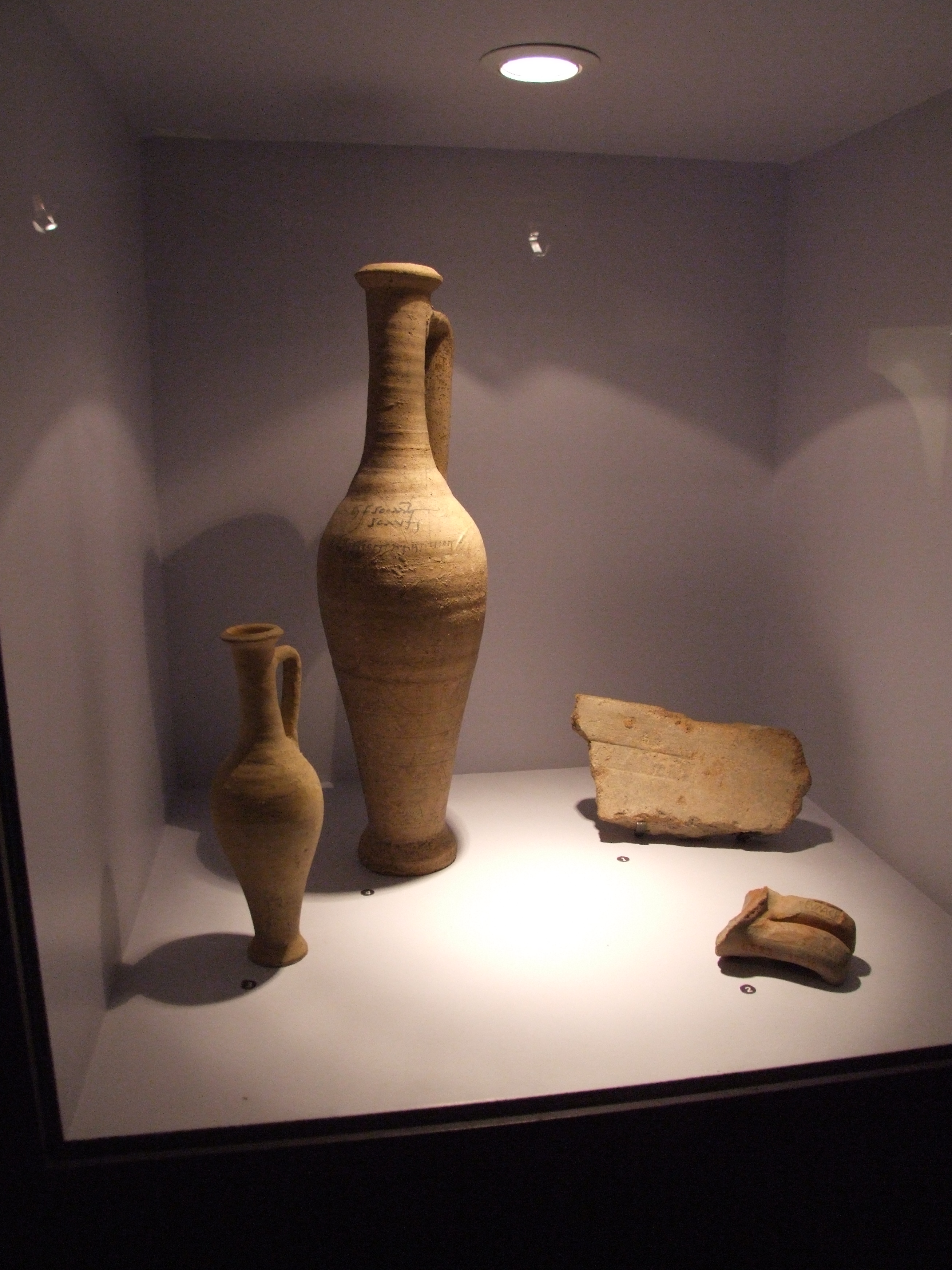
Římské amfory na garum

V současnosti v západní kuchyni rybí omáčka nefiguruje, ale tak tomu nebylo vždy. Římané měli rybí omáčku ve velké oblibě a nazývali ji buďto garum nebo liquamen (název garum byl obvyklejší). Část obyvatel ale garum nemohla vystát kvůli specifickému zápachu a tomu, že se vyrábělo z kvašených ryb; takto ji kritizovali např. Plinius starší, Seneca a Artemidóros. Garum mohlo být velmi drahé (ekvivalent dnešních 500$), nebo naopak i velmi levné pro otroky, takže zde panovala podobná situace jako dnes u vín. Existovaly i varianty smíchané s vínem (oenogarum), octem (oxygarum) a medem (meligarum). Garum se vyrábělo v manufakturách, zbytky jedné byly nalezeny i v Pompejích. 
Výroba garum zanikla ze dvou důvodů: když se Římská říše rozpadala, byla uvalena daň na sůl. Po rozpadu Římské říše pak začali pobřeží pustošit piráti, což způsobilo zánik výroby. Podobná omáčka se nicméně dodnes vyrábí v malé oblasti u Neapole, kde ji nazývají colatura di alici, ale i v rámci Itálie zůstává neznámou místní specialitou.
V moderní době vznikly snahy ji napodobit a z toho vznikla moderní anglická worcesterská omáčka, která mj. obsahuje i ančovičky.